# Гранатовка
Грана́товка — село в Октябрьском районе Приморского края. Входит в состав Покровского сельского поселения.
Известно, что село появилось в 1901 году в Уссурийском уезде, название «Гранатовка» село получило от богатого помещика, фамилия которого «Гранатов»

## География
Село Гранатовка стоит на одноимённой реке (правый приток реки Раздольная), примерно в 3 км до её устья.
Дорога к селу Гранатовка идёт на юг от автотрассы Запроточный — Синельниково-2.
Расстояние до районного центра села Покровка (через Заречное) около 20 км.

## Население
| 1915 | 1926 | 2002 | 2010 |
| ---- | ---- | ---- | ---- |
| 470  | ↘385 | ↘109 | ↘82  |

## Улицы
В селе имеются три улицы: Ивановская, Лесная и Центральная. 

## Экономика
- Сельскохозяйственные предприятия Октябрьского района.